# Kulturní válka

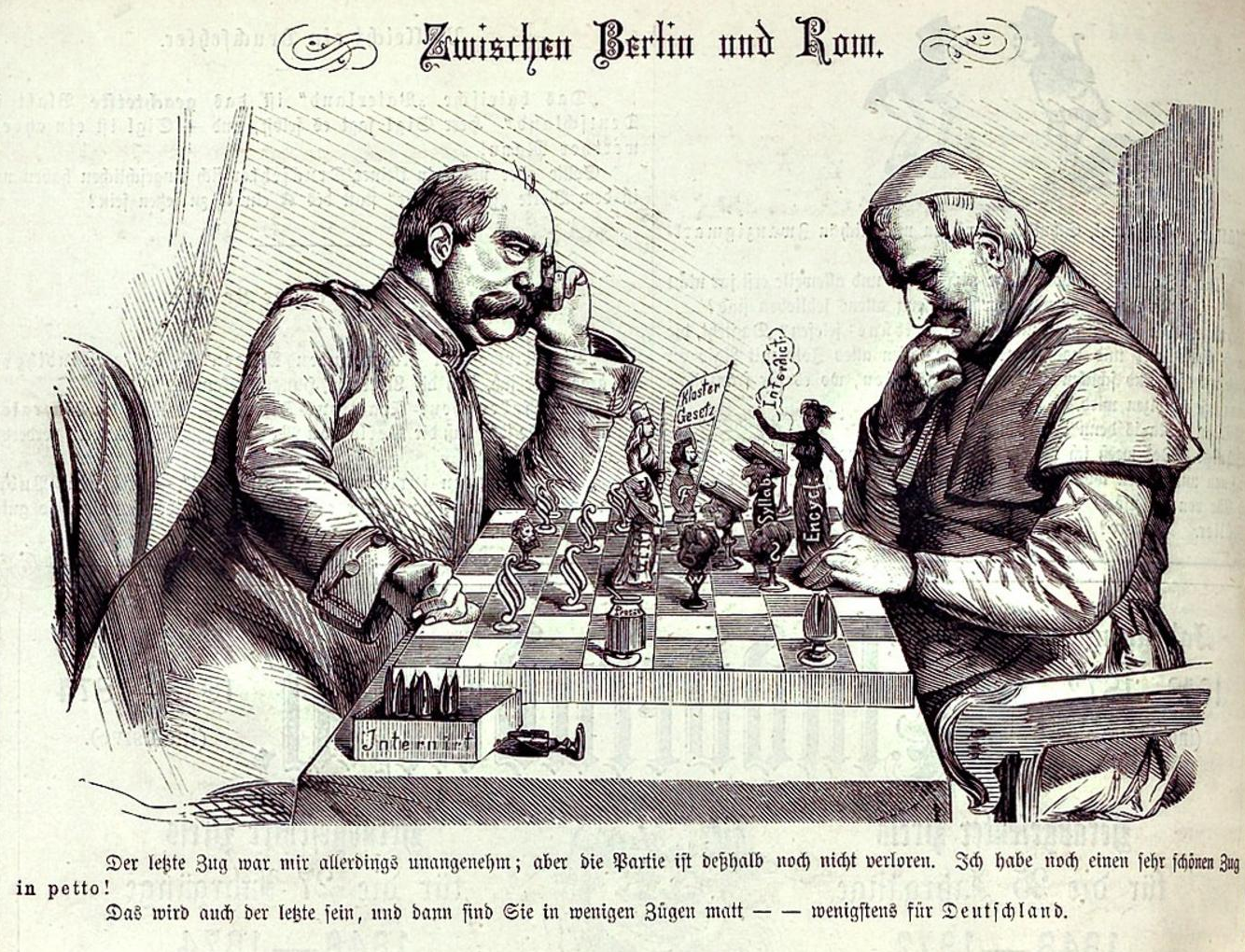
Karikatura německého kancléře Otty von Bismarcka (vlevo) a papeže Pia IX. v německém satirickém časopisu Kladderadatsch, 1875

Kulturní válka je označení pro kulturní konflikt mezi sociálními skupinami, spojený se snahou prosadit vlastní hodnoty a praktiky, případně víru.
Běžně se používá pro témata, v nichž panuje obecná společenská neshoda a politická polarizace. Jedná se nicméně o nejasně definovaný pojem, který může být vnímán různými skupinami odlišně – co někteří považují za ideologický střet a perzekuci, může být oponenty vykládáno jako pouhá výměna názorů. K typickým tématům politických svárů patří potraty, problematika genderu, práv LGBT osob, multikulturalismus a spory ohledně správného přístupu k uprchlíkům, rasové názory, pornografie a další kulturní konflikty založené na hodnotách, morálce a životním stylu.
Termín se běžně používá k popisu současného politického a kulturního dění ve Spojených státech. Jedním z prostředků kulturní války může být tzv. kultura rušení, jedna z forem vylučování nesouhlasícího jedince z příslušné sociální skupiny.

## Kulturní války v České republice
Jako ideologické sváry v České republice mohou být vnímány například následující kauzy:
- článek Petra Kukala „Perské princezny“ a následující polemika na sociálních sítích.[4]
- post Petra Ludwiga s vtipem narážející na genderové stereotypy.[5]